# 양산시의 행정 구역
양산시의 행정 구역은 1읍 4면, 8동으로 구성되어 있다. 2022년 10월을 기준으로 양산시의 인구는 353,410명으로, 경상남도에서 창원시, 김해시에 이어 3번째로 많은 인구를 가지고 있다. 면적은 485.18km2이다.

## 행정 구역

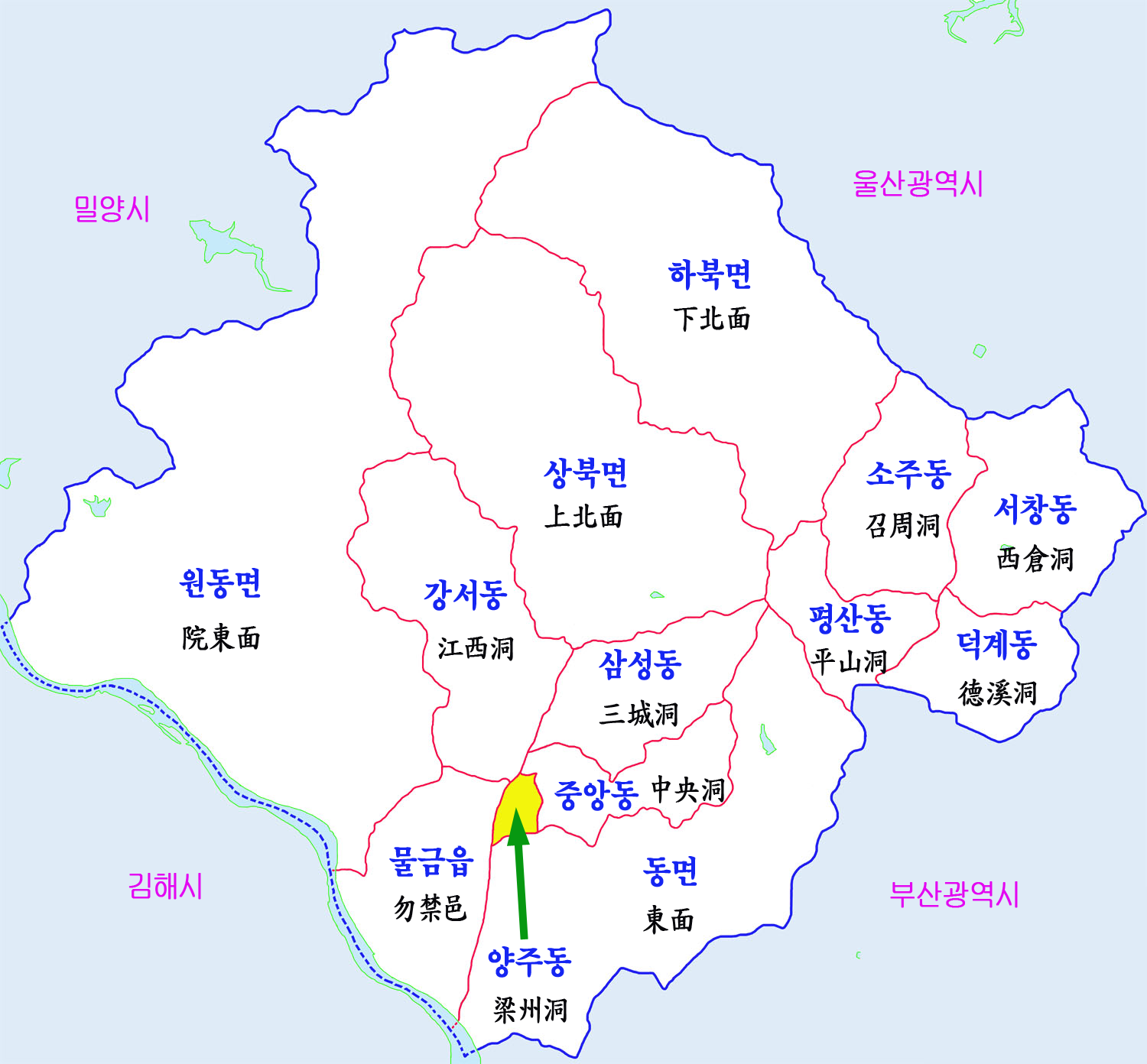
양산시의 행정 지도

2016년 2월 29일 인구(세대) 기준으로 양산시의 행정 구역은 다음과 같다.
| 읍면동    | 읍면동 | 한자   | 면적   | 세대    | 인구    | 법정동·리 |
| --------- | ------ | ------ | ------ | ------- | ------- | --- |
| 물금읍    | 물금읍 | 勿禁邑 | 19.61  | 26,136  | 72,496  | 물금리(勿禁里), 증산리(甑山里), 가촌리(佳村里), 범어리(凡魚里)                                                                                 |
| 동면      | 동면   | 東面   | 56.33  | 9,147   | 24,044  | 개곡리(開谷里), 법기리(法基里), 여락리(余洛里), 사송리(沙松里), 내송리(內松里), 석산리(石山里), 금산리(金山里), 가산리(架山里)                 |
| 원동면    | 원동면 | 院東面 | 148.02 | 2,010   | 3,621   | 원리(院里), 용당리(龍塘里), 내포리(內浦里), 영포리(泳浦里), 대리(大里), 선리(善里), 서룡리(西龍里), 화제리(花濟里)                             |
| 상북면    | 상북면 | 上北面 | 68.72  | 6,593   | 15,287  | 석계리(石溪里), 대석리(大石里), 소토리(所土里), 소석리(小石里), 상삼리(上森里), 좌삼리(左森里), 내석리(內石里), 외석리(外石里), 신전리(新田里) |
| 하북면    | 하북면 | 下北面 | 68.60  | 4,242   | 9,274   | 순지리(蓴池里), 지산리(芝山里), 초산리(草山里), 답곡리(畓谷里), 삼수리(三帥里), 백록리(白鹿里), 삼감리(三甘里), 용연리(龍淵里)                 |
| 옛 양산읍 | 중앙동 | 中央洞 | 13.78  | 6,150   | 11,957  | 다방동(多芳洞), 남부동(南部洞)일부, 중부동(中部洞)일부, 북부동(北部洞), 명곡동(明谷洞)                                                         |
| 옛 양산읍 | 양주동 | 梁州洞 | 1.87   | 12,719  | 37,570  | 남부동(南部洞)일부, 중부동(中部洞)일부 |
| 옛 양산읍 | 삼성동 | 三城洞 | 15.98  | 10,242  | 24,569  | 신기동(新基洞), 북정동(北亭洞), 산막동(山幕洞), 호계동(虎溪洞)                                                                                 |
| 옛 양산읍 | 강서동 | 江西洞 | 29.78  | 3,841   | 10,194  | 교동(校洞), 유산동(由山洞), 어곡동(魚谷洞) |
| 옛 웅상읍 | 서창동 | 西倉洞 | 22.00  | 12,304  | 30,533  | 용당동(龍塘洞), 삼호동(三湖洞), 명동(椧洞) |
| 옛 웅상읍 | 소주동 | 召周洞 | 18.41  | 8,080   | 19,247  | 소주동(召周洞), 주남동(周南洞), 주진동(周津洞)                                                                                                 |
| 옛 웅상읍 | 평산동 | 平山洞 | 10.74  | 12,160  | 31,976  | 평산동(平山洞) |
| 옛 웅상읍 | 덕계동 | 德溪洞 | 13.37  | 4,840   | 12,205  | 덕계동(德溪洞), 매곡동(梅谷洞) |
| 양산시    | 양산시 | 梁山市 | 487.21 | 118,464 | 302,973 | 1읍 4면 8동 / 37법정리 23법정동 |

## 연혁

### 삼국시대 이후
- 418년 눌지왕 2년 삽량주라 부름.
- 665년 문무왕 5년 량주를 상주와 하주를 분할하여 삽량주로 개칭.
- 757년 경덕왕 16년 양주(良州)로 개칭
- 940년 고려 태조 23년 량주(良州)를 양주(梁州)로 개칭.

### 조선시대
- 1414년 조선 태종 13년에 양산군(梁山郡)으로 명명.
- 1896년 고종 건양원년 경상도를 경상남북도로 분리, 경상남도에 배속
- 1897년 광무 원년 전국을 13도로 하고 양산군을 8면으로 함 (읍내, 동, 물금, 원동, 상북, 하북, 구포, 대저)
- 1906년 광무10년 구포면 과 대저면을 동래군과 김해군에 이속, 울산군 외남면(서생면)과 웅상면을 병합하여 편입
- 1910년 외남면을 울산군으로 환속.

### 일제강점기
1914년 4월 1일 중북면을 상북면에 병합
| 부령 제111호 |             |                                                                                |
| 구 행정구역 | 신 행정구역 | 신 행정구역                                                                    |
| 양산군 읍내면(邑內面) 다방동, 이동, 일동/삼동/서부동 일부, 장동/서부동 일부/북안동 일부, 명곡동, 북안동 일부, 북정동, 산막동, 호계동                                                  | 양산면      | 다방동, 남부동, 중부동, 북부동, 명곡동, 신기동, 북정동, 산막동, 호계동         |
| 양산군 상북면(上北面) 반회동/소석동 일부/(중북면)삼계동, 대석동, 소토동, 소석동 일부/(중북면)계리동                                                                                   | 상북면      | 석계동, 대석동, 소토동, 소석동                                                 |
| 양산군 중북면(中北面) 내석동, 상삼동/좌삼동 일부/신전동 일부, 신전동 일부, 외석동, 좌삼동 일부                                                                                        | 상북면      | 내석동, 상삼동, 신전동, 외석동, 좌삼동                                         |
| 양산군 하서면(下西面) 원동/함포동/용포동 일부, 명전동/내포동 일부, 어영동/어포동, 대리동, 장선동/중선동 일부, 범서동 일부/용포동 일부, 명언동/지라동/범서동 일부/내화동/외화동        | 하서면      | 원동, 내포동, 영포동, 대동, 선동, 서룡동, 화제동                               |
| 밀양군 하동면(下東面) 검세리 일부 | 하서면      | 용당동                                                                         |
| 양산군 상서면(上西面) 학산동/화산동, 증산동/사지동, 가촌동, 범어동, 양동/교동, 유산동, 어곡동                                                                                         | 상서면      | 화학동(華鶴洞), 증산동, 가촌동, 범어동, 교동, 유산동, 어곡동,                  |
| 양산군 하북면(下北面) 신평동/순지동, 서리동/지산동, 초산동, 성천동/답곡동/(언양군 삼동면)조일동 일부, 삼수동, 녹동/백학동, 삼감동, 용연동                                             | 하북면      | 순지동, 지산동, 초산동, 답곡동, 삼수동, 백록동, 삼감동, 용연동                 |
| 양산군 동면(東面) 개곡동, 본법동/창기동 일부, 여락동/(부산부 북면)송정동 일부, 외송동/사배동/(부산부 북면)녹동 일부, 내송동, 죽산동/계석동, 금산동, 가산동/(부산부 좌이면)공창동 일부 | 동면        | 개곡동, 법기동, 여락동, 사송동, 내송동, 석산동, 금산동, 가산동                 |
| 양산군 웅상면(熊上面) 대주동 일부/용당동 일부, 삼궁동/연호동/용당동 일부, 명곡동, 주남동/대주동 일부, 백동/소주동, 주진동, 평산동/덕계동 일부, 매곡동, 덕계동                         | 웅상면      | 용당동, 삼호동, 명곡동(椧谷洞), 주남동, 소주동, 주진동, 평산동, 매곡동, 덕계동 |
1936년 4월 1일 : 상서면을 물금면으로, 하서면을 원동면으로 각각 개칭하였다.

### 대한민국
- 1973년 7월 1일 동래군을 흡수 합병[3]
- 1974년 10월 26일 원동면 이천출장소 설치[4]
- 1979년 5월 1일 양산면이 양산읍으로 승격[5]
- 1980년 12월 1일 기장면이 기장읍으로 승격[6]
- 1983년 2월 15일 서생면을 울주군으로 이속[7]
- 1983년 2월 15일 물금면의 3개(교동·유산·어곡) 리를 양산읍에 편입[7]
- 1985년 10월 1일 장안면이 장안읍으로 승격(대통령령 제11772호)
- 1986년 11월 1일 동부출장소 설치[8] (5개읍ㆍ면 관할 : 기장읍, 장안읍, 일광면, 정관면, 철마면)
- 1986년 12월 23일 양산읍 남부동 일부, 동면 석산리, 금산리 일부를 물금면으로 편입[9]
- 1988년 5월 11일 양산읍 남부동, 중부동, 북부동을 남부리, 중부리, 북부리로 명칭 변경[10]
- 1988년 12월 31일 양산읍 북부리 일부(2,272m2)를 중부리에 편입[11]
- 1991년 11월 20일 웅상면이 웅상읍으로 승격[12]
- 1995년 3월 1일 동부 5개 읍·면이 부산광역시로 편입[13]
- 1996년 3월 1일 양산군이 양산시로 승격[14]
  - 양산읍이 중앙동, 삼성동, 강서동으로 분동[14]
  - 물금면이 물금읍으로 승격[14]
- 1998년 4월 1일 웅상읍 덕계출장소 설치[15]
- 2004년 1월 3일 웅상민원출장소 설치[16]
- 2007년 4월 1일 웅상출장소 설치 및 웅상읍이 서창동, 소주동, 평산동, 덕계동으로 분동[17]
- 2010년 2월 1일 중앙동이 중앙동, 양주동으로 분동